# Lindsaea kinabaluensis
Lindsaea kinabaluensis là một loài dương xỉ trong họ Lindsaeaceae. Loài này được Holttum mô tả khoa học đầu tiên năm 1934.
Danh pháp khoa học của loài này chưa được làm sáng tỏ. 